# 气候代理

通过气候代理重构的过去两千年全球气候数据

气候代理是以物理特征保存下来的、可以直接用来测量气候的材料，科学家可以用它来重构过去的气候数据，尤其是现代气候工具出现以前的气候数据。
气候代理有很多种不同的形式，如冰芯、年轮、化石、井孔温度、水中的沉积物、稳定的同位素等等。科学家可以通过研究它们来确定过去的气候情况。